# Eudonia philerga
Eudonia philerga là một loài bướm đêm thuộc họ Crambidae. Nó được tìm thấy ở New Zealand.

## Hình ảnh

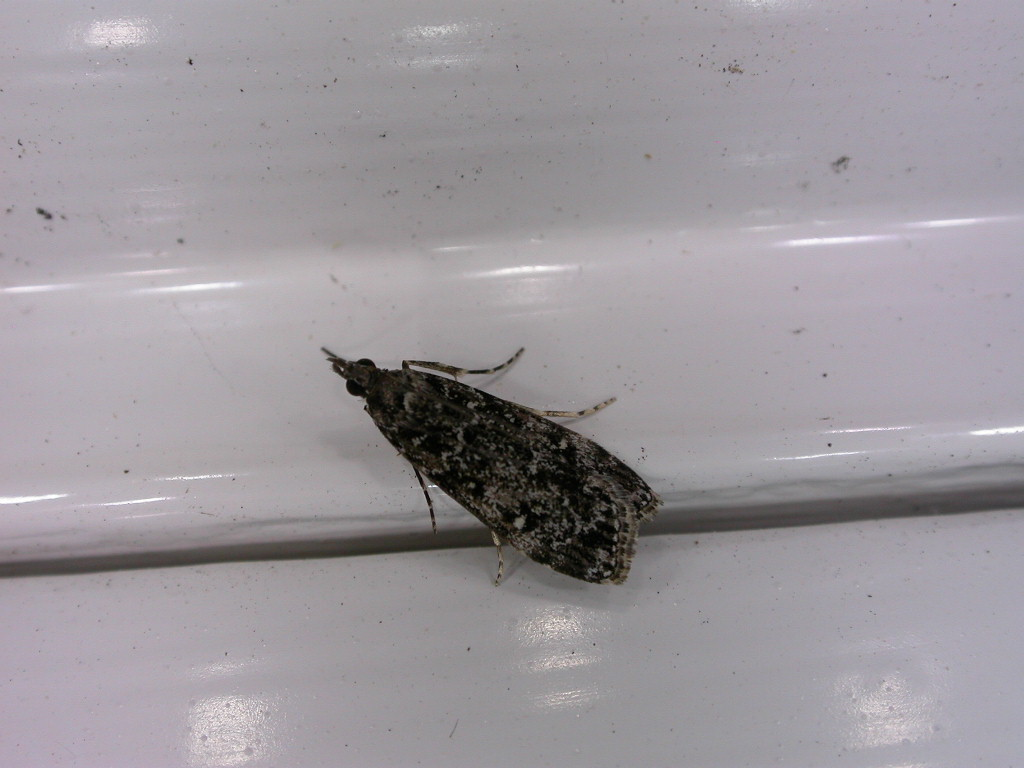